# Simhopp vid olympiska sommarspelen 1932
De olympiska tävlingarna i simhopp 1932 avgjordes den 8 augusti i Los Angeles. 28 deltagare från 9 länder tävlade i fyra grenar.

## Medaljörer
| Gren                            | Guld                   | Silver                 | Brons                 |
| Damernas svikt Detaljer...      | Georgia Coleman (USA)  | Katherine Rawls (USA)  | Jane Fauntz (USA)     |
| Damernas höga hopp Detaljer...  | Dorothy Poynton (USA)  | Georgia Coleman (USA)  | Marion Roper (USA)    |
| Herrarnas svikt Detaljer...     | Michael Galitzen (USA) | Harold Smith (USA)     | Richard Degener (USA) |
| Herrarnas höga hopp Detaljer... | Harold Smith (USA)     | Michael Galitzen (USA) | Frank Kurtz (USA)     |

## Medaljtabell
| Pl. | Nation | Guld | Silver | Brons | Totalt |
| --- | ------ | ---- | ------ | ----- | ------ |
| 1   | USA    | 4    | 4      | 4     | 12     |